# العلاقات الكيريباتية اللبنانية
العلاقات الكيريباتية اللبنانية هي العلاقات الثنائية التي تجمع بين كيريباتي ولبنان.

## مقارنة بين البلدين
هذه مقارنة عامة ومرجعية للدولتين:
| وجه المقارنة                                              | كيريباتي                        | لبنان                                                                |
| --------------------------------------------------------- | ------------------------------- | -------------------------------------------------------------------- |
| المساحة (كم2)                                             | 811                             | 10.45 ألف                                                            |
| عدد السكان (نسمة)                                         | 116.40 ألف                      | 6.10 مليون                                                           |
| الكثافة السكانية (ن./كم²)                                 | 14.35 ألف                       | 583.73                                                               |
| العاصمة                                                   | جنوب تاراوا                     | بيروت                                                                |
| اللغة الرسمية                                             | لغة إنجليزية، اللغة الكيريباتية | اللغة العربية، لغة فرنسية                                            |
| العملة                                                    | دولار كريباتي، دولار أسترالي    | ليرة لبنانية                                                         |
| الناتج المحلي الإجمالي (بليون دولار)                      | 196.15 مليون                    | 51.84 مليار                                                          |
| الناتج المحلي الإجمالي (تعادل القوة الشرائية) بليون دولار | 224.26 مليون                    | 81.54 مليار                                                          |
| الناتج المحلي الإجمالي الاسمي للفرد دولار أمريكي          | 1.42 ألف                        | 8.05 ألف                                                             |
| الناتج المحلي الإجمالي للفرد دولار أمريكي                 | 1.81 ألف                        | 17.46 ألف                                                            |
| مؤشر التنمية البشرية                                      | 0.590                           | 0.769                                                                |
| رمز المكالمات الدولي                                      | +686                            | +961                                                                 |
| رمز الإنترنت                                              | .ki                             | .lb                                                                  |
| المنطقة الزمنية                                           |                                 | ت ع م+02:00، ت ع م+03:00، توقيت شرق أوروبا، توقيت شرق أوروبا الصيفي ‏ |

## منظمات دولية مشتركة
يشترك البلدان في عضوية مجموعة من المنظمات الدولية، منها:
| علم المنظمة | اسم المنظمة                   | تاريخ انضمام كيريباتي | تاريخ انضمام لبنان |
| ----------- | ----------------------------- | --------------------- | ------------------ |
|             | منظمة حظر الأسلحة الكيميائية  | ?                     | ?                  |
|             | البنك الدولي للإنشاء والتعمير | 29 سبتمبر 1986        | 14 أبريل 1947      |
|             | الأمم المتحدة                 | 14 سبتمبر 1999        | 24 أكتوبر 1945     |
|             | يونسكو                        | 24 أكتوبر 1989        | 4 نوفمبر 1946      |
|             | مؤسسة التنمية الدولية         | 2 أكتوبر 1986         | 10 أبريل 1962      |
|             | مؤسسة التمويل الدولية         | 2 أكتوبر 1986         | 28 ديسمبر 1956     |
|             | الاتحاد البريدي العالمي       | ?                     | ?                  |
|             | الاتحاد الدولي للاتصالات      | 3 نوفمبر 1986         | 12 يناير 1924      |